# Roxio
La Roxio è un'azienda statunitense nata nel 2001 quando Adaptec ha separato il suo reparto di sviluppo dei prodotti software rendendolo una società indipendente.  Roxio produce software dedicati al mondo digitale, della musica, dei video, dei CD e dei DVD. Dal 2012 fa parte del gruppo Corel Corporation.
Roxio acquisì gli asset di Napster durante l'asta fallimentare, con lo scopo di usarli per un nuovo servizio a pagamento che ebbe un tiepido riscontro. Successivamente acquistò, incorporandola, la CeQuadrat, piccola software house che produceva l'ottimo programma di masterizzazione WinOnCd (non a caso scelto dalla Plextor per i propri masterizzatori), per poi farlo gradualmente sparire dal mercato internazionale e renderlo unicamente disponibile per quello tedesco, modificandolo completamente (come d'altro canto aveva già fatto con EZ CD). Stessa sorte per Easy CD Creator, ereditato da Adaptec e radicalmente modificato dalla Roxio.
Roxio produce software per sistemi operativi Windows e MacOS. Un celebre programma Roxio è Roxio Creator, una suite che contiene numerosissime utility per creare e modificare video e DVD, creare e personalizzare CD audio e MP3. Per Macintosh, Roxio ha creato la serie Toast dedicata alla masterizzazione.

## Prodotti
- Roxio Creator
- Roxio Toast
- Easy VHS to DVD
- Easy LP to MP3
- Popcorn
- DVDitPro
- PhotoShow
- RecordNow
- Back on Track
- Easy DVD Copy
- MyDVD
- Retrospect
- Roxio Game Capture
- Roxio Game Capture HD Pro